# Leon Russell
Leon Russell (født Claude Russell Bridges den 2. april 1942 i Lawton, Oklahoma, død 13. november 2016 i  Nashville, Tennessee) var en amerikansk sanger, sangskriver, pianist og guitarist. Russell var mest kendt som studiemusiker og har spillet med musikere som Jerry Lee Lewis, George Harrison, Eric Clapton og The Rolling Stones. Hans solokarrirere strakte sig over rock, blues og gospel.
Russel begyndte at spille klaver som firårig og spillede som 14-årig i klubber i Tulsa. Han flyttede som 16-årig til Los Angeles, hvor han spillede med Dorsey Burnette og Glen Campbell.
Etter at være blevet en del af Phil Spectors studiegruppe spillede Russell på mange af de mest populære sange i 1960'erne for blandt andet The Byrds, Gary Lewis and the Playboys og Herb Alpert. Russell etablerede sit eget lydstudie i 1967, hvor han indspillede sin førte plade i eget navn Look Inside the Asylum Choir med Marc Benno.
Russels første selvkomponerede hitsang "Delts Lady" skrev han til Joe Cocker, og Russell arrangerede også Cockers store turne Mad Dogs and Englishmen. Kort herefter udgav Russell sit andet solo-album Leon Russell med bl.a. "A Song for You".
I 1971 spillede Russell på George Harrisons The Concert for Bangladesh med fortolkninger af sange som "Jumpin' Jack Flash" og "Young Blood". Efter at have indspillet med B.B. King, Eric Clapton, og Bob Dylan tog han på turne sammen med The Rolling Stones. Efter at have fokuseret på sin egen karriere nåede hans album Carny andenpladsen på hitlisterne.
I løbet af 1970'erne koncentrerede Russell sig i højre grad om sin egen karriere. Han blev i 2011 optaget i Rock and Roll Hall of Fame.

## Pladeudgivelser
- 2010 The Union – Elton John and Leon Russell
- 2002 Moonlight & Love Songs – Leon Russell
- 2001 One for the Road – Leon Russell
- 2001 Rhythm & Bluegrass: Hank Wilson, Vol. 4 – Leon Russell & The Newgrass Revival
- 2001 Signature Songs – Leon Russell
- 2001 Guitar Blues – Leon Russell
- 1979 Life and Love – Leon Russell
- 2001 Best of Leon Russell [EMI-Capitol Special Markets] – Leon Russell
- 2000 Live at Gilley's – Leon Russell
- 1999 Blues: Same Old Song – Leon Russell
- 1999 Face in the Crowd – Leon Russell
- 1998 Hank Wilson, Vol. 3: Legend in My Time – Leon Russell
- 1997 Retrospective – Leon Russell
- 1996 Gimme Shelter: The Best of Leon Russell – Leon Russell
- 1995 Hymns of Christmas – Leon Russell
- 1992 Collection – Leon Russell
- 1992 Crazy Love – Leon Russell
- 1992 Anything Can Happen – Leon Russell
- 1989 Leon Russell [Bonus Tracks] – Leon Russell
- 1984 Solid State – Leon Russell
- 1984 Hank Wilson, Vol. 2 – Leon Russell
- 1979 Willie & Leon – Leon Russell
- 1978 Americana – Leon Russell
- 1977 Make Love to the Music – Leon & Mary Russell
- 1976 Wedding Album – Leon Russell
- 1976 Best of Leon Russell [DCC/Shelter] – Leon Russell
- 1975 Will O' the Wisp – Leon Russell
- 1974 Stop All That Jazz – Leon Russell
- 1974 Looking Back – Leon Russell
- 1973 Hank Wilson's Back – Leon Russell
- 1972 Carney – Leon Russell
- 1971 Asylum Choir II – Leon Russell/Marc Benno
- 1971 Leon Russell and the Shelter People – Leon Russell
- 1971 Asylum Choir – Leon Russell/Marc Benno
- 1970 Leon Russell – Leon Russell
- 1968 Looking Inside (Asylum Choir) – Leon Russell
- 1966 Rhapsodies for Young Lovers – Leon Russell/Midnight String Quartet